# Professor Layton
Professor Layton ist der Name einer Adventure-Spieleserie für den Nintendo DS und den Nintendo 3DS. Bisher wurden in Japan sieben Hauptspiele und ein Kinofilm veröffentlicht und weitere Kinofilme angekündigt. Die Spiele werden von Level 5 entwickelt und außerhalb Japans von Nintendo veröffentlicht.
Inspiriert wurde Serien-Erschaffer Akihiro Hino durch die Rätselbuchreihe Atama no Taisō des japanischen Autors Akira Tago, die er als Kind las.

## Spiele

### Hauptspiele
| Nr.                        | Episode    | Originaltitel                                                                                                | Deutscher Titel                                                         | Plattformen                                 | Erscheinungstermine Japan                                                 | Erscheinungstermine Deutschland                                                         | Rätselanzahl (europ. Version)      |
| Hauptreihe                 | Hauptreihe | Hauptreihe                                                                                                   | Hauptreihe                                                              | Hauptreihe                                  | Hauptreihe                                                                | Hauptreihe                                                                              | Hauptreihe                         |
| -------------------------- | ---------- | --- | ----------------------------------------------------------------------- | ------------------------------------------- | ------------------------------------------------------------------------- | --------------------------------------------------------------------------------------- | ---------------------------------- |
| 1                          | 4          | Reiton-kyōju to Fushigi na Machi レイトン教授と不思議な町                                                    | Professor Layton und das geheimnisvolle Dorf                            | Nintendo DS, iOS, Android                   | 15. Feb. 2007 (Nintendo DS) 8. Juni 2018 (iOS, Android)                   | 7. Nov. 2008 (Nintendo DS) 25. Sep. 2018 (iOS, Android)                                 | 135 + 27 1 wöchentlich             |
| 2                          | 5          | Reiton-kyōju to Akuma no Hako レイトン教授と悪魔の箱                                                         | Professor Layton und die Schatulle der Pandora                          | Nintendo DS, iOS, Android                   | 29. Nov. 2007 (Nintendo DS) 5. Dez. 2018 (iOS, Android)                   | 25. Sep. 2009 (Nintendo DS) 20. Juni 2019 (iOS, Android)                                | 153 + 33 1 wöchentlich + Geheimtür |
| 3                          | 6          | Reiton-kyōju to Saigo no Jikan Ryokō レイトン教授と最後の時間旅行                                            | Professor Layton und die verlorene Zukunft                              | Nintendo DS, iOS, Android                   | 27. Nov. 2008 (Nintendo DS) 13. Juli 2020 (iOS, Android)                  | 22. Okt. 2010 (Nintendo DS) 13. Juli 2020 (iOS, Android)                                | 168 + 33 1 wöchentlich + Geheimtür |
| 4                          | 1          | Reiton-kyōju to Majin no Fue レイトン教授と魔神の笛                                                          | Professor Layton und der Ruf des Phantoms                               | Nintendo DS                                 | 26. Nov. 2009                                                             | 25. Nov. 2011                                                                           | 170 + 33 1 wöchentlich             |
| 5                          | 2          | Reiton-kyōju to Kiseki no Kamen レイトン教授と奇跡の仮面                                                     | Professor Layton und die Maske der Wunder                               | Nintendo 3DS                                | 26. Feb. 2011                                                             | 26. Okt. 2012                                                                           | 150 + 365 täglich                  |
| 6                          | 3          | Reiton-kyōju to Chō-Bunmei A no Isan レイトン教授と超文明Aの遺産                                             | Professor Layton und das Vermächtnis von Aslant                         | Nintendo 3DS                                | 28. Feb. 2013                                                             | 8. Nov. 2013                                                                            | 165 + 405 täglich                  |
| 7                          | 8          | Reiton Misuterījānī Katorīeiru to Daifugō no Inbō レイトン ミステリージャーニー カトリーエイルと大富豪の陰謀 | Layton’s Mystery Journey: Katrielle und die Verschwörung der Millionäre | Nintendo 3DS, Nintendo Switch, iOS, Android | 20. Juli 2017 (Nintendo 3DS, iOS, Android) 9. Aug. 2018 (Nintendo Switch) | 20. Juli 2017 (iOS, Android) 6. Okt. 2017 (Nintendo 3DS) 8. Nov. 2019 (Nintendo Switch) | 185 2 + 15 Spezial + 383 täglich   |
| 8                          | 7          | Reiton-kyōju to Jōki no Shin Sekai レイトン教授と蒸気の新世界                                                | Professor Layton und die Neue Welt des Dampfes                          | Nintendo Switch                             | Unveröffentlicht 3                                                        | Unveröffentlicht 3                                                                      | Unveröffentlicht 3                 |
| Crossover mit Ace Attorney |            | |                                                                         |                                             |                                                                           |                                                                                         |                                    |
| –                          | –          | Reiton-kyōju VS Gyakuten Saiban レイトン教授VS逆転裁判                                                       | Professor Layton vs. Phoenix Wright: Ace Attorney                       | Nintendo 3DS                                | 29. Nov. 2012                                                             | 28. März 2014                                                                           | 82                                 |

Jede Trilogie erzählt einen zeitlichen Handlungsstrang der Geschichte, wobei die ersten drei Teile das Ende der Geschichte erzählen und die anderen drei die Vorgeschichte. Der siebte Teil wird nach dem dritten fortgesetzt.
Zwischensequenzen und vereinzelte Szenen im Spiel sind mit Sprachausgabe versehen, ab dem zweiten Teil auch auf Deutsch.

### Sonstige
Am 1. November 2011 erschien Reiton-kyōju Royale für Mobiltelefone als Crossover mit DeNAs Royale-Reihe.
Anlässlich der Tokyo Game Show am 21. September 2007 wurde als Teil der Level-5 Premium Silver das Demospiel Reiton-kyōju to London no Kyūjitsu (レイトン教授とロンドンの休日) für Nintendo DS vergeben.
Am 28. Oktober 2008 erschien das Handyspiel Reiton-kyōju to Shikyō no Yakata (レイトン教授と死鏡の館).
Ein kostenfreies Spinoff namens Layton Brothers: Mystery Room (レイトンブラザーズ・ミステリールーム) wurde am 21. September 2012 für Apple iOS veröffentlicht. Eine englische Fassung folgte am 27. Juni 2013 für den US- und den europäischen Appstore. Zudem erschien das Spiel für Android am 5. September 2013. Im Zentrum der Handlung steht der Sohn von Prof. Layton.

## Hauptfiguren
- Professor Hershel Layton (Japanische Stimme Yō Ōizumi, englische Stimme Christopher Robin Miller, deutsche Stimme Mario Hassert)

Ein englischer Gentleman, Professor für Archäologie an der Gressenheller University in London, Rätselliebhaber und titelgebende Figur. Er ist ein ruhiger, kultivierter und außerordentlich gebildeter Mann, der über einen sehr scharfsinnigen Intellekt verfügt. Wie man in Professor Layton und die Schatulle der Pandora sehen kann, ist er auch im Nahkampf bewandert und beherrscht die Kunst des Fechtens meisterhaft. Auch kann er Klavier spielen, wie in dem Film Professor Layton und die ewige Diva gezeigt wird.
- Luke Triton (Japanische Stimme Maki Horikita, englische Stimme Lani Minella, deutsche Stimme Sophia Längert)

Der zweite Protagonist des Spiels. Luke, ein Junge von 13 Jahren, ist Laytons loyaler Lehrling und Gehilfe bei dessen Nachforschungen. Luke erscheint als sehr aufgeweckter Junge, der großen Respekt vor dem Professor und dessen Spürsinn hat. Er ist sehr tierlieb und hat außerdem die Gabe, mit Tieren zu kommunizieren. Der Professor hat sich das Ziel gesetzt, aus ihm einen richtigen Gentleman zu machen.
Siehe auch Liste der Professor-Layton-Figuren.

## Ablauf der Spiele
Das Ziel der Spiele ist es, durch Rätsellösen das große Mysterium des jeweiligen Teiles zu lösen. Hierbei stellen die Bewohner des Ortes Rätsel, die manchmal zu lösen sind, um weiter zu gelangen oder um Hinweise oder andere nützliche Dinge (z. B. für Minispiele) zu erhalten. Für Tipps kann man auch gut versteckte Hinweismünzen sammeln. Grundsätzlich beginnen die Spiele mit der Reise zu dem Ort, an dem die Handlung abläuft, oder einem, der sie auf die Spur dorthin bringt. Während man immer weiter in die Geschichte des Spiels vordringt, stößt man nach und nach auf weitere Geheimnisse, die mit Fortschreiten der Geschichte auch aufgelöst werden.
Am Ende jedes Teils gibt es eine unerwartete Wendung, die die Geschichte erklärt und abschließt.

## Film
Die Spielereihe wurde verfilmt als Anime namens Professor Layton und die ewige Diva unter der Regie von Masakazu Kubo, der für die Pokémon-Filme bekannt ist, und animiert von den Studios P.A. Works und OLM Team Kamei. Der Film weist eine eigene Handlung auf und spielt nach den Geschehnissen von Ruf des Phantoms. Die titelgebende Diva wird dabei gesprochen von Nana Mizuki.
Der Film hatte Premiere in Japan am 19. Dezember 2009. Eine DVD und Blu-ray Disc Veröffentlichung des Filmes erfolgte am 22. Oktober 2010 durch das deutsche DVD-Label Kazé. Super RTL zeigte den Film am 20. November 2010 in deutscher Erstausstrahlung. Offiziell gab es keinen deutschen Kinostart, dennoch wurde der Film am 14. November 2010 in einigen ausgewählten CinemaxX-Kinos im Rahmen der Eventreihe KlexXi Sause gezeigt.

## Serie
In Japan wurde zwischen 2018 und 2019 eine Serie über Professor Laytons Tochter, Katrielle Layton, unter dem Namen Reiton Misuterī Tantei-sha: Katorī no Nazotoki Fairu (レイトン ミステリー探偵社 ～カトリーのナゾトキファイル～) ausgestrahlt, die auf dem siebten Spiel der Hauptreihe aufbaut. In Deutschland wird die aus 50 Episoden bestehende Serie ab Ende 2019 durch KSM Anime auf DVD und Blu-ray unter dem Titel Detektei Layton: Katrielles rätselhafte Fälle in mehreren Volumes veröffentlicht.

## Bücher
Zu den Spielen um Professor Layton entstanden eine Roman-Reihe sowie zwei Manga-Reihen.
Die Romanreihe von Kei Yanagihara erschien beim Verlag Shogakukan und besteht aus den drei Bänden Reiton-kyōju zu Samayoeru Shiro (レイトン教授とさまよえる城; 18. Dezember 2008, ISBN 978-4-09-289717-5), Reiton-kyōju to Kaijin God (レイトン教授と怪人ゴッド; 16. Dezember 2009, ISBN 978-4-09-289724-3) und Reiton-kyōju to Gen’ei no Mori (レイトン教授と幻影の森; 15. Dezember 2010, ISBN 978-4-09-289729-8).
Die erste Manga-Reihe von Naoki Sakura erschien in Japan von 2008 bis 2012 in den Magazinen Bessatsu Corocoro Comic Special und Corocoro Comic des japanischen Verlags Shogakukan. Die Geschichte ist als Mitmach-Buch zum Miträtseln für vornehmlich jüngere Leser angelegt. Von April 2011 bis August 2013 erschienen die vier Bände als Professor Layton und seine lustigen Fälle auf Deutsch bei Tokyopop.
Der zweite Manga Reiton-kyōju to Mayoi no Mori (レイトン教授と迷いの森) stammt von Terae Kichijō und erschien am 18. September 2009 in einem Sammelband ISBN 978-4-09-140883-9 bei Shogakukan.

### Offizielle Seiten
- US-Website der Reihe (englisch)
- Japanische Website der Reihe (japanisch und englisch)
- Deutsche Website der Reihe (deutsch)
- Deutsches Layton-Portal von Nintendo  (deutsch)

### Andere Seiten
- Professor Layton bei MobyGames (englisch)
- Professor-Layton-Wiki